# Mstów
Mstów ist eine ehemalige Stadt, jetzt ein Dorf und Sitz der gleichnamigen Gemeinde im Powiat Częstochowski der Woiwodschaft Schlesien in Polen.

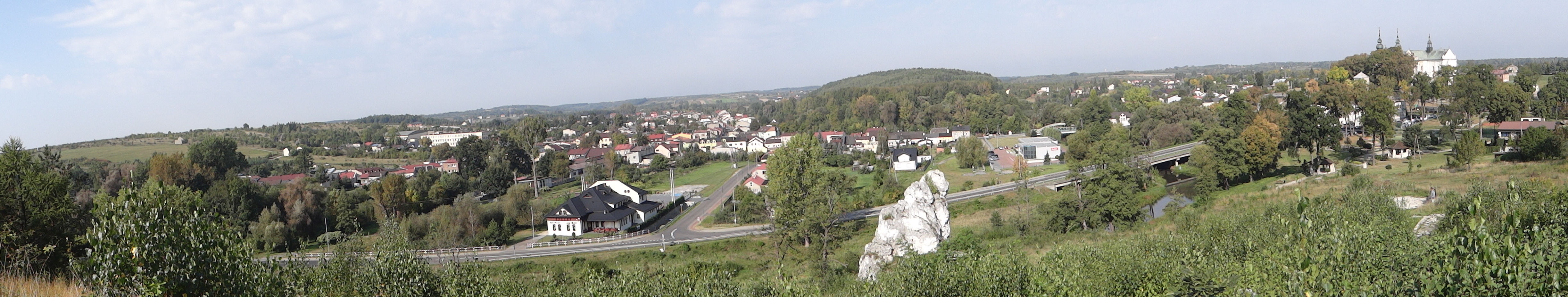
Blick aus dem Szwajcer-Hügel

## Geschichte
Das Kloster Mstow (heute im benachbarten Wancerzów, am rechten Ufer der Warthe) der Augustiner-Chorherren, eine Filie des Breslauer Klosters auf dem Sande, wurde wahrscheinlich vor dem Jahr 1152 gegründet. Der Ort Mstou wurde in einer päpstlichen Bulle aus dem Jahr 1193 von Coelestin III. für die Breslauer Mönche unter anderen Besitzungen im Gebiet erstmals urkundlich erwähnt, Der Ort auf dem Weg zwischen Großpolen und Krakau war in der Mitte des 13. Jahrhunderts ziemlich entwickelt: mit einem Markt, einer Zollkammer, Wirtshäusen, Mülle und Walkmühle. 1278 erhielt er das Neumarkter Recht. Erst im 15. Jahrhundert wurde das Kloster von Breslau unabhängig. Bis zum 16. Jahrhundert war der Ort wichtiger als Częstochowa und wurde von sieben polnischen Königen besucht. Dieses änderte sich als der neu etablierte Handelsweg durch Częstochowa führte und die Schwedische Sintflut Mstów verwüstete, aber gleichzeitig scheiterte die Belagerung von Jasna Góra.
Der besitzanzeigende Name ist vom Personennamen *Miest oder Msta (beispielsweise im Jahr 1084 als Filius Mste erwähnt) mit dem Suffix -ów abgeleitet.
Der Ort liegt auf beiden Ufern der Warthe, die die Grenze zwischen Kleinpolen und dem Sieradzer Land im Erzbistum Gniezno konstituierte. Der Konflikt über das Kloster und die Stadt wurde erst im 15. Jahrhundert entschieden: das Kloster fiel dem Bistum Gniezno, die Stadt wurde dem Kreis Lelów der Woiwodschaft Krakau zugeordnet.
Im Zuge der zweiten polnischen Teilung kam die Stadt 1793 an Preußen. 1807 kam sie ins Herzogtum Warschau und 1815 ins neu entstandene russisch beherrschte Kongresspolen. 1870 verlor der Ort das Stadtrecht im Zusammenhang der Repressionen nach dem Januaraufstand.
Nach dem Ende des Ersten Weltkriegs kam Mstów zu Polen, Woiwodschaft Kielce. In der Zeit der deutschen Besetzung Polens im Zweiten Weltkrieg befand sich der Ort im Generalgouvernements.
Von 1975 bis 1998 gehörte Mstów zur Woiwodschaft Częstochowa.